# Naos

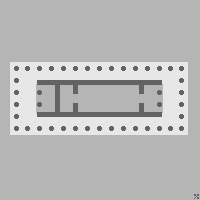
Naos i en peripteros.

Naos (grek.), huvudrum (cella) i ett grekiskt tempel eller församlingsrum (skepp) i en ortodox kyrka.
Bakom naos kunde förekomma ett förvaringsrum, opistodom. Förplatsen framför naos kallades pronaos, särskilt då det åt sidorna begränsades av väggar, anter. I den fornkristna basilikan betecknar naos församlingsrummet i motsats till koret.